# Организација за заштиту права и подршку женама са инвалидитетом „Из круга” Београд
Организација за заштиту права и подршку женама са инвалидитетом „Из круга” доприноси побољшању друштвеног положаја жена са инвалидитетом на територији Србије и остварењу људског права на живот без насиља и дискриминације. Налази се у улици Грчића Миленка 4б у Београду.

## Историјат
Организација за заштиту права и подршку женама са инвалидитетом „Из круга” Београд је основана 1997. године са циљем да помогне особама са инвалидитетом, пре свега женама које трпе неки од облика насиља и дискриминације, кроз психолошку и бесплатну адвокатску помоћ. Примарни циљ им је подршка женама са инвалидитетом због њихове вишеструке дискриминације. Пружају психолошку и правну помоћ женама, деци са инвалидитетом и њиховим мајкама које су изложене насиљу, дискриминацији и изолацији. Преко сос телефона до данас су примили пет хиљада позива жена са инвалидитетом или чланова њихових породица које су преживеле неке облике психичког, физичког или сексуалног насиља и тражиле психолошку или правну помоћ.
Реализовали су пројекте „Унапређење права жена са инвалидитетом на родитељство – од живота до политике”, „Може другачије” и „За све нас заједно” 2010, „Здравствена заштита девојчица и жена са инвалидитетом – без дискриминације”, „Унапређење доступности здравствене заштите особа са инвалидитетом” и „Патронажа за достојанствену будућност” 2019, „Права жена са инвалидитетом – од живота до политике I и II” и „Оснаживање жена са инвалидитетом за запошљавање и самозапошљавање” 2020. године. Документарни филм „Мој живот – моје право” су пројектовали у Дому омладине Београд 11. јуна 2012. Одржали су софтверске обуке за особе са инвалидитетом 2019—2020, обуку за жене са инвалидитетом за професионално усавршавање 2020, обуке за рад на СОС телефону са женама са инвалидитетом које имају искуство насиља, обуку за здравствене раднике, радионице креативног писања за особе са инвалидитетом и основали су Академију лидерства за жене са инвалидитетом 2021. године.